# SN 2007sb
SN 2007sb – supernowa typu Ia odkryta 11 października 2007 roku w galaktyce A004123+0024. W momencie odkrycia miała maksymalną jasność 22,00m.